# Hans Loretan

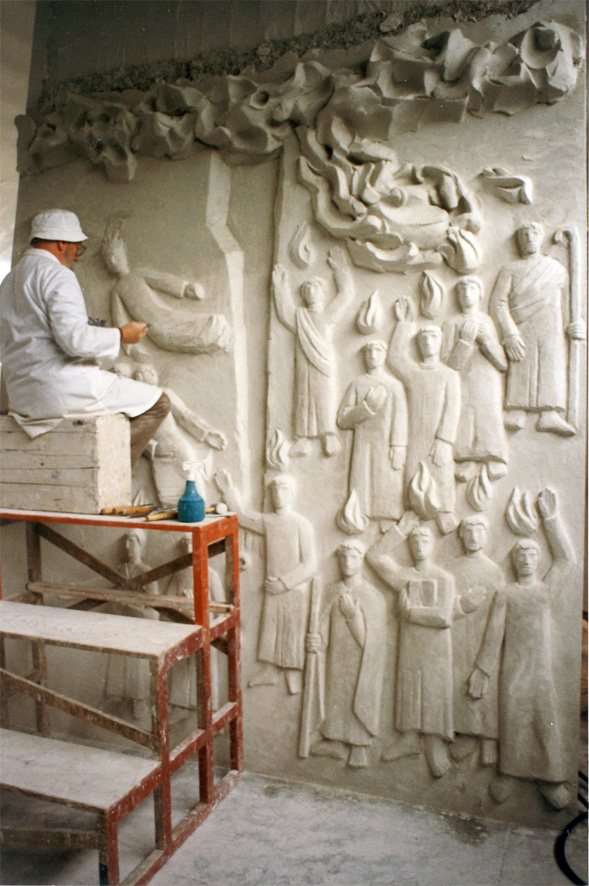
Hans Loretan am Relief für die Kirche Heilig Geist (Zürich-Höngg)

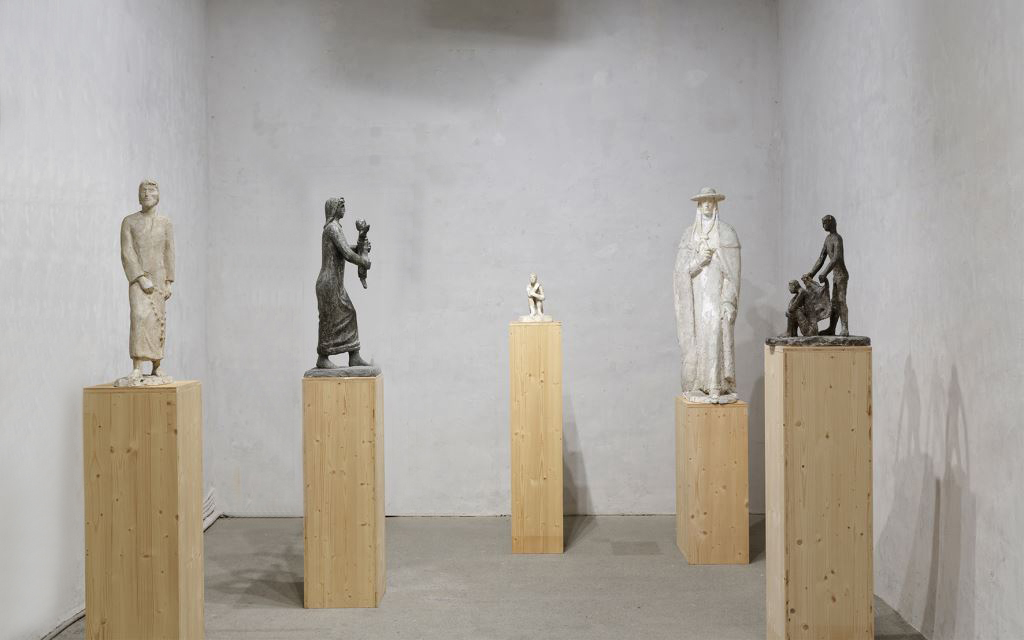
Ausstellung Hans Loretan

Hans Loretan (* 21. Mai 1920 in Brig; † 13. April 2008 in Brig) war ein Schweizer Bildhauer, der mit seinen sakralen Werken den modernen katholischen Kirchenbau im Wallis mitprägte.

## Leben und Werk
Hans Loretan wuchs im Oberwallis in bescheidenen Verhältnissen auf. Prägend war für ihn der Kontakt mit dem Kunstmaler Ludwig Werlen (1884–1928), mit dem sein Vater befreundet war. Nach der Schreinerlehre in Brig begann Hans Loretan 1941 sein Studium an der Kunstgewerbeschule Luzern. Er wechselte 1947 an die École des Beaux-Arts nach Genf, wo er 1948 den Wettbewerb für eine Plastik zum 200. Jubiläum der Kunstakademie gewann. 1949 wurde er in die Meisterklasse von Fritz Wotruba an die Akademie für bildende Kunst in Wien aufgenommen. 
Ab 1950 begann Hans Loretan seine Tätigkeit in Brig im Fernanda vom Stockalperhaus. Der Architekt Amédée Cachin und der Kunstmaler Alfred Grünwald arbeiteten wenig später im selben Haus, woraus sich die Möglichkeit zur punktuellen Zusammenarbeit ergab.
Als Zeichenlehrer unterrichtete er an der Sekundarschule in Visp, am Lehrerseminar in Sitten und dreissig Jahre am Kollegium in Brig. 1958 heiratete er Esther Guntern, das Paar hatte fünf Kinder. 
Loretans Schaffen wurde mit den Kunstpreisen des Oberwalliser Rottenbundes 1971, des Staates Wallis 1986 und der Stadtgemeinde Brig-Glis 2001 geehrt.

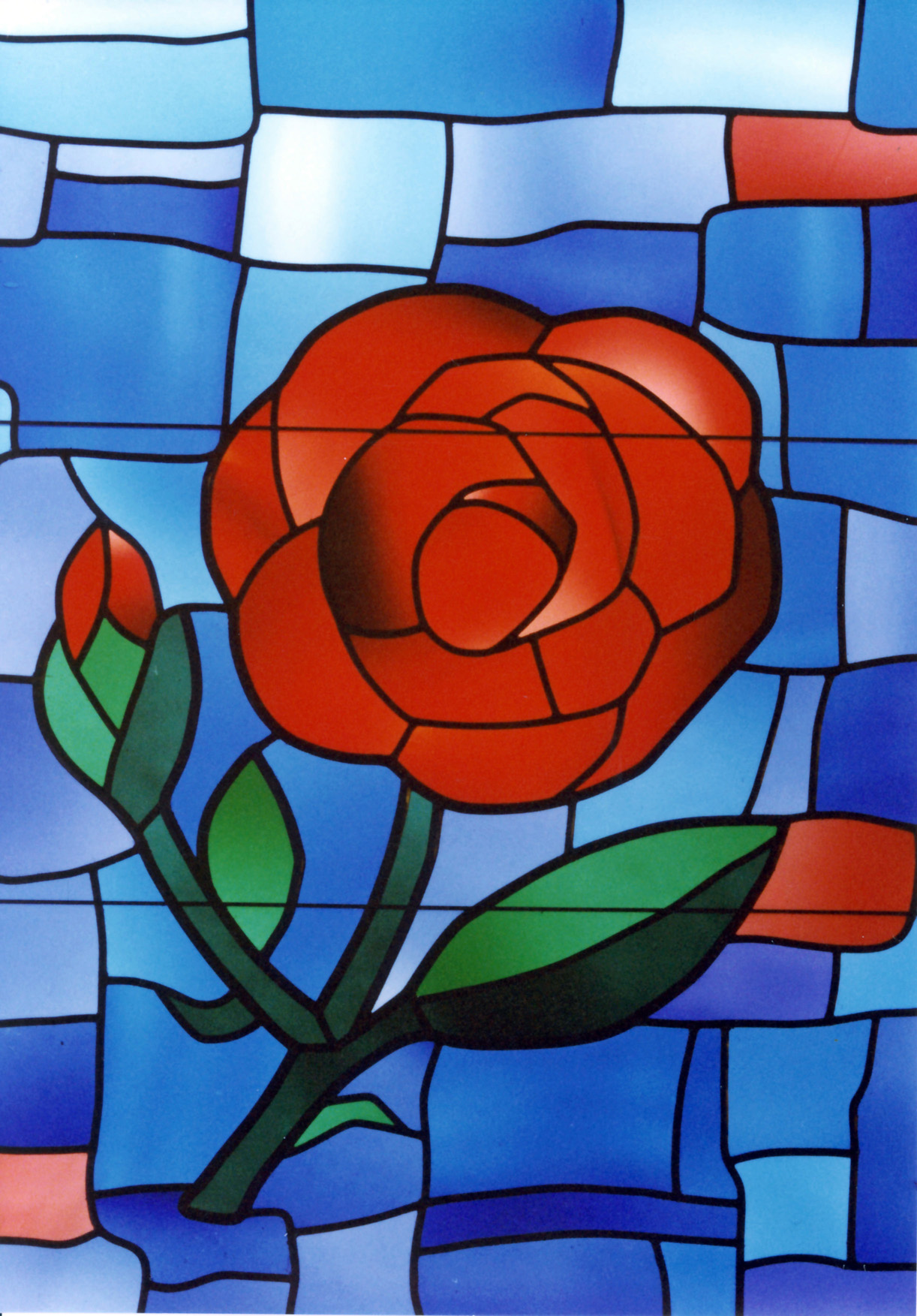
Rosa mystica, Glasfenster
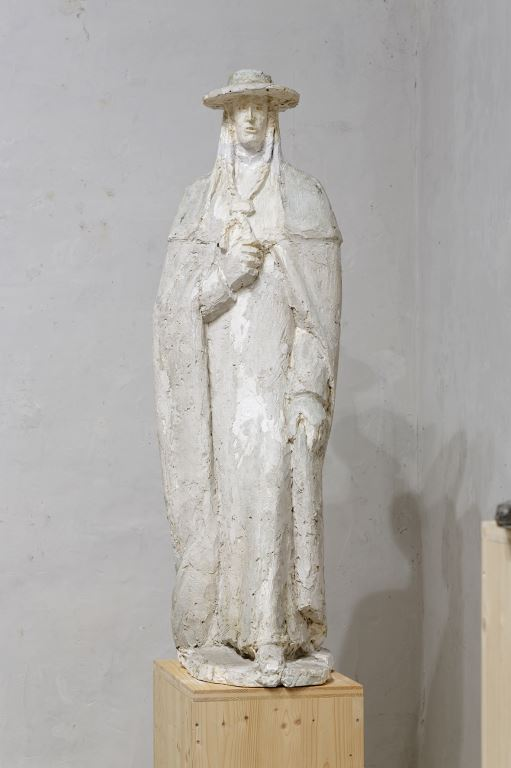
Variante III des Kardinal-Schiner-Denkmals in Ernen
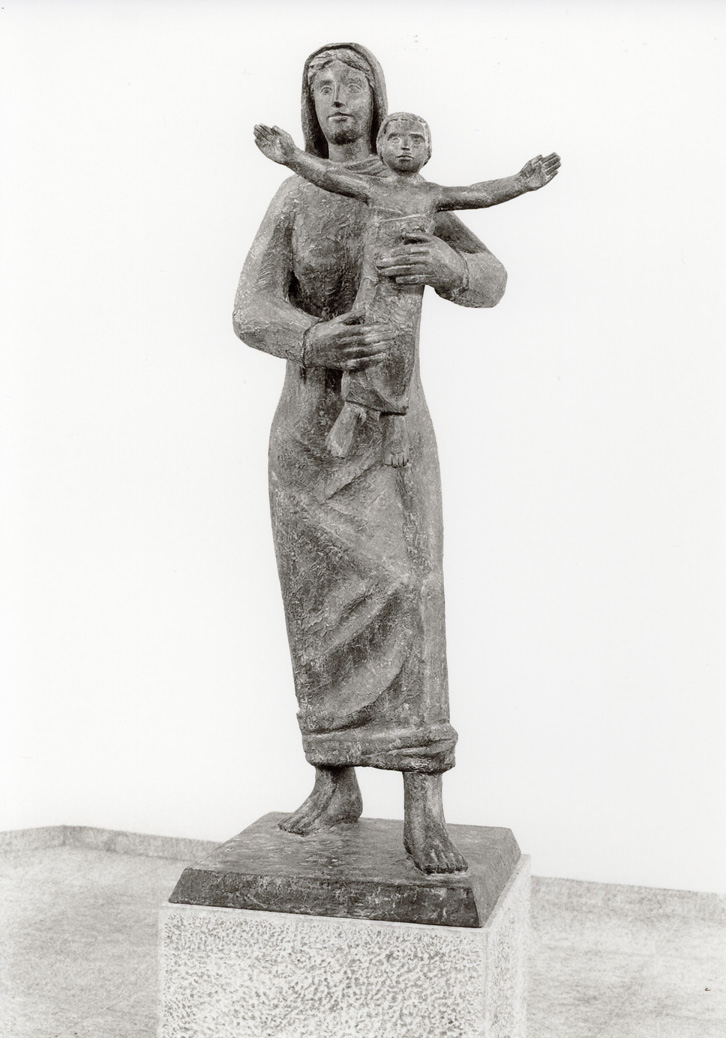
Madonna mit Kind
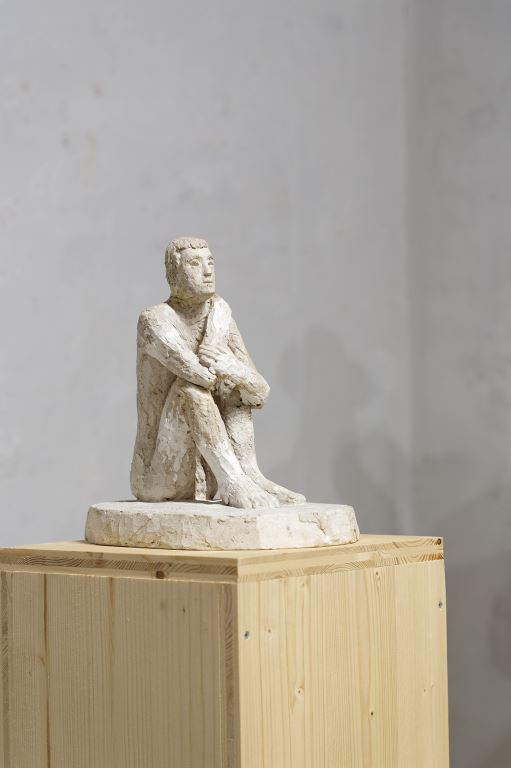
Sitzender

## Werke im öffentlichen Raum (Auswahl)
- 1962:	Kruzifix, Bronze, Pfarrkirche Gampel
- 1963:	Jüngstes Gericht, Stein, Friedhof Brig
- 1966:	Chorgestaltung, Kirche Jeizinen
- 1968:	Kardinal Matthäus Schiner Denkmal, Bronze, Ernen
- 1970:	Chorgestaltung, Pfarrkirche, Brig
- 1972–1974: Betonrelief, Haus Metropol Brig
- 1974:	Kruzifix, Bronze, Pfarrkirche Brig
- 1976:  Ziegenbrunnen, Burgschaft Brig
- 1982:	Kreuzweg, Bronze, Altersheim Visp
- 1983:	Kreuzweg, Eisen geschmiedet, Pfarrkirche Gondo
- 1984:	Glasfenster, reformierte Kirche Visp
- 1984:	Arbeiter-Denkmal, Bronze, Mattmark
- 1986:	Engel der Gerechtigkeit, Bronze, Justizgebäude Sion
- 1986:	Kreuzweg, Bronze,  Pfarrkirche Conthey
- 1988: Brunnenfigur «St. Martin und der Bettler», Bronze, Visp
- 1985–1988: Brunnenfigur «Engel von Bethesda», Bronze, Leukerbad
- 1982–1990: Kreuzweg und Chorgestaltung, Bronze, Kirche Heilig Geist (Zürich-Höngg)
- 1989–1990: Betonrelief (3. Erweiterung), Haus Metropol Brig
- 1991: Chorgestaltung, Stein, Pfarrkirche Leukerbad
- 1992: Eisenkreuz, Kraftwerk Bortel
- 1985–1992: Kreuzweg, Bronze, Pfarrkirche Brig
- 1994: Brunnenfigur «Auswanderer», Bronze, Niederwald
- 1995: Plastik, «Madonna mit Kind», Bronze, Saas-Fee
- 1996: Hochrelief «Madonna mit Kind», Bronze, Clinique Sainte-Claire Siders
- 1994–1998: 10 Reliefs, «Biblische Themen aus dem Leben Jesu», Bronze, Bürchen/Turtig-Raron
- 2000–2001: Porträt Cäsar Ritz, Bronze, ICHA Brig
- 1999–2002: 15 Steinstelen mit Bronzerelief «Rosenkranzgeheimnisse», Simplon-Dorf

## Ausstellungen (Auswahl)
- 1981: Galerie zur Matze, Brig
- 1987: Galerie Perrig, Basel
- 1988: Schützenlaube Visp
- 1990: Musée Le Chable Bagnes
- 1991: «Schweizerische Kleinskulptur» (GSMBA), Galerie zur Matze Brig, Schützenlaube Visp
- 1998: GSMBA, Galerie zur Matze Brig, Schützenlaube Visp
- 1999: GSMBA, Bischofsschloss Leuk
- 2000: Galerie zur Matze Brig
- 2003: «25 Jahre Kunstverein Oberwallis», Galerie zur Matze Brig
- 2005: visarte, Metropol Zürich
- 2010: «Hans Loretan Atelierausstellung», Fernanda von Stockalperhaus Brig
- 2018: «Hans Loretan – Gipse und Bronzen», Galerie zur Matze Brig